# Copa Intercontinental d'hoquei sobre patins masculina 1986
La tercera edició de la Copa Intercontinental d'hoquei patins masculina es disputà l'any 1986.
En aquesta edició, la competició es deixà de disputar en format de lligueta, amb la participació de diversos clubs, i es disputà directament una final a doble partit entre els vencedors d'Europa i de Sud-amèrica. El campió fou la Unión Vecinal de Trinidad (UVT), de l'Argentina.

## Resultats
| Unión Vecinal de Trinidad | 5-3 | FC Barcelona |
| Unión Vecinal de Trinidad | 5-4 | FC Barcelona |